# 冥王まさ子
冥王 まさ子（めいおう まさこ、1939年11月25日 - 1995年4月21日）は、日本の作家、翻訳家。
翻訳家としての筆名は原 麗衣（はら あきえ）。本名の柄谷（原）真佐子での翻訳もある。

## 経歴
東京出身。1963年、東京外国語大学英米科卒、1967年、東京大学大学院英文学専攻修了。
修士論文はローレンス・スターン。同大学院で柄谷行人と知り合い、1965年結婚。
アナイス・ニンの日記の翻訳などを行う。
専任の職を大学紛争で辞した後、柄谷の1975年の渡米に同行。
1979年「ある女のグリンプス」で文藝賞受賞、以後、作家、翻訳家として仕事をする。
柄谷と離婚後、カリフォルニア州サクラメント滞在中に動脈瘤破裂のため死去。
占星術に深い関心を抱いていた。晩年はルドルフ・シュタイナーを学ぶ。

## 著書
- 『ある女のグリンプス』（河出書房新社） 1979、のち講談社文芸文庫
- 『雪むかえ』（河出書房新社） 1982、のち河出文庫 文芸コレクション
- 『白馬』（講談社） 1984
- 『天馬空を行く』（新潮社） 1985、のち河出文庫 文芸コレクション
- 『南十字星の息子』（河出書房新社）1995

## 翻訳
- 『ゴダールの世界』（R・ラウド、柄谷真佐子名義訳、竹内書店） 1969
- 『未来の小説』（アナイス・ニン、柄谷真佐子訳、晶文社） 1970
- 『現代という時代の気質』（エリック・ホッファー、柄谷行人,柄谷真佐子訳、晶文社） 1972
- 『アナイス・ニンの日記 1931～34 ヘンリー・ミラーとパリで』（柄谷真佐子訳、河出書房新社） 1974、のちちくま文庫（原麗衣名義訳） 1991
- 『フェアウェル・スピーチ 別れのあいさつ』（レイチェル・マカルパイン、冥王まさ子名義、グループEN共訳、新水社） 1994
- 『魂の隠れた深み 精神分析を超えて』（ルドルフ・シュタイナー、 冥王まさ子名義、西川隆範共訳、河出書房新社） 1995
- 『狼と駈ける女たち 「野性の女」元型の神話と物語』（クラリッサ・ピンコラ・エステス、植松みどり（原真佐子）共訳、新潮社） 1998